# فينوفو
فينوفو (بالبيدمونتية: Vineuv، وبالإيطالية: Vinovo) هي كومونا (بلدية) في مدينة تورينو بإقليم بييمونتي شمال إيطاليا. تقع على بعد حوالي 14 كيلومترًا (9 أميال) جنوب غرب تورينو.
فينوفو هي موطن مركز تدريب يوفنتوس الإيطالي لكرة القدم. تستضيف قلعة ديلا روفيري حرم جامعة سانت جون الدولية، وهي جامعة أمريكية خاصة.

## السكان المشاهير
- جيوفاني فالتي (1913–1998)، دراج محترف في صنف سباق الدراجات على الطريق
- دومينيكو ديلا روفر (1442–1501)، كاردينال وراعي فنون
- فيتوريو أميديو جيوانيتي (1729–1825)، طبيب وكيميائي

## المدن التوأم — المدن الشقيقة
توأمت فينوفو مع:
- لوكي، الأرجنتين
- كاسلبوري، إيطاليا

## وصلات خارجية
- الموقع الرسمي